# Église Saint-Maurice de Heiltz-le-Maurupt
L'église Saint-Maurice est située sur la commune de Heiltz-le-Maurupt, dans le département de la Marne, en France.

## Histoire
L'édifice est classé au titre des monuments historiques par arrêté du 4 décembre 1915.

## Description

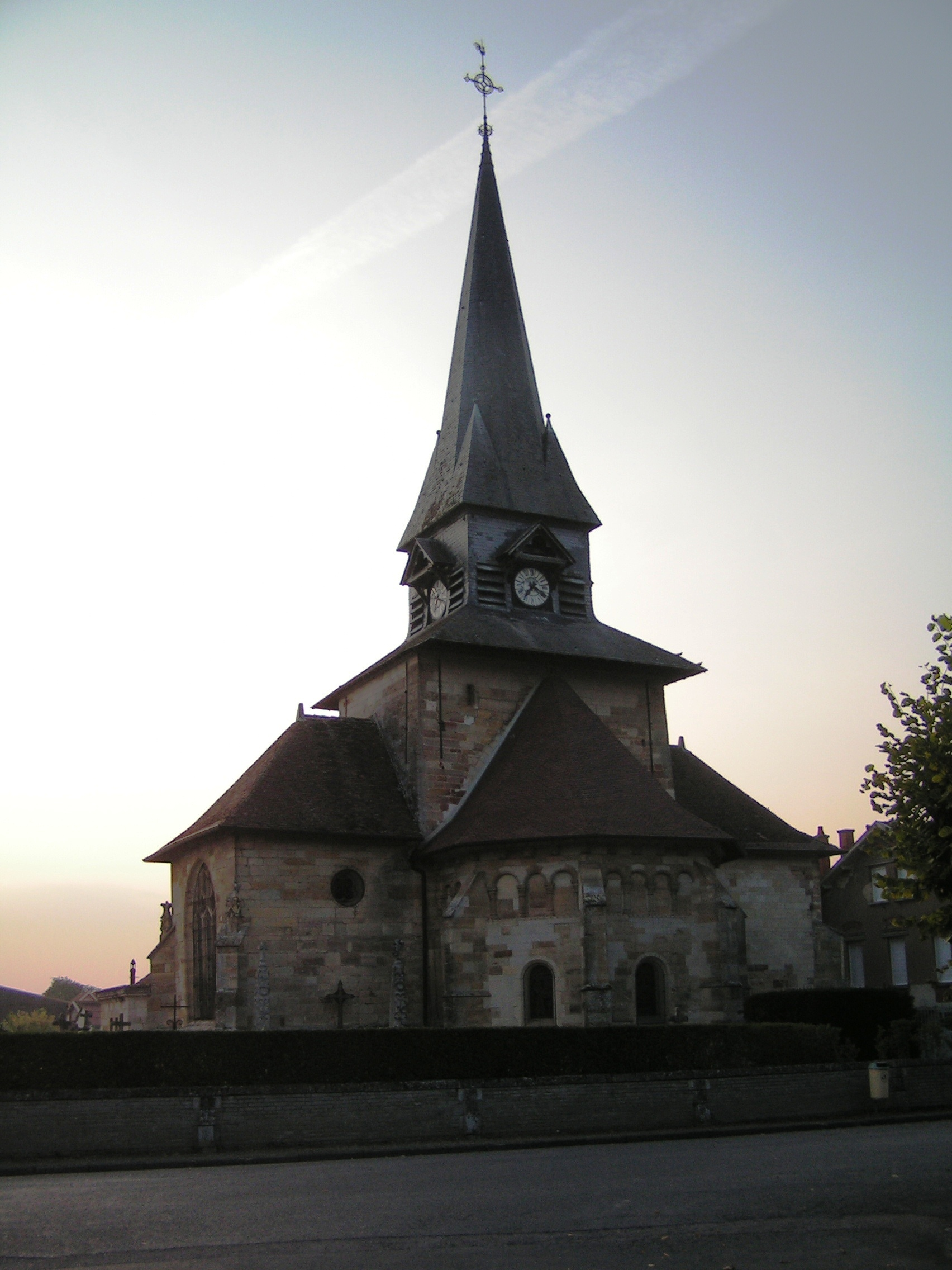
Vue depuis la rue.
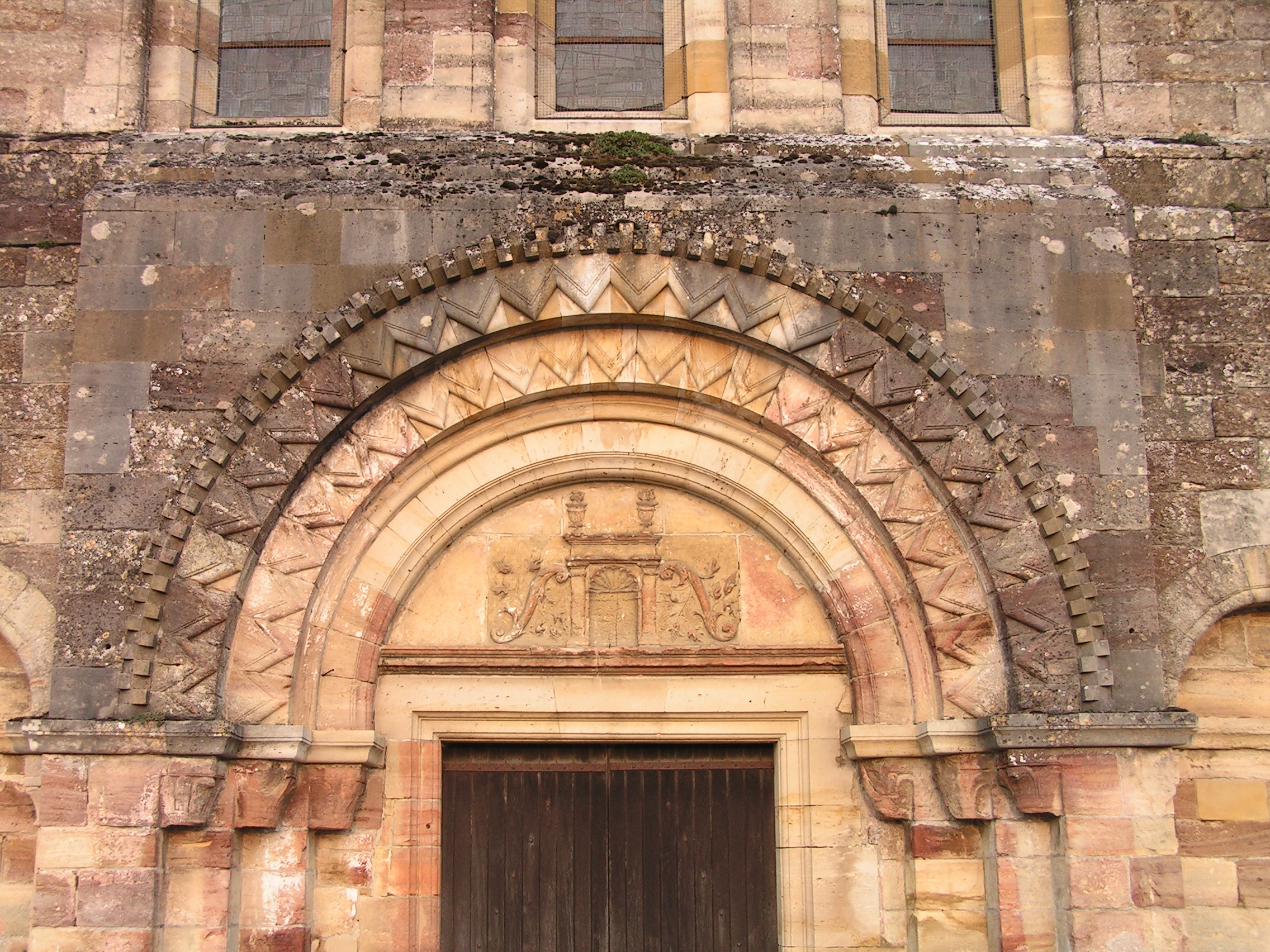
Porte principale.
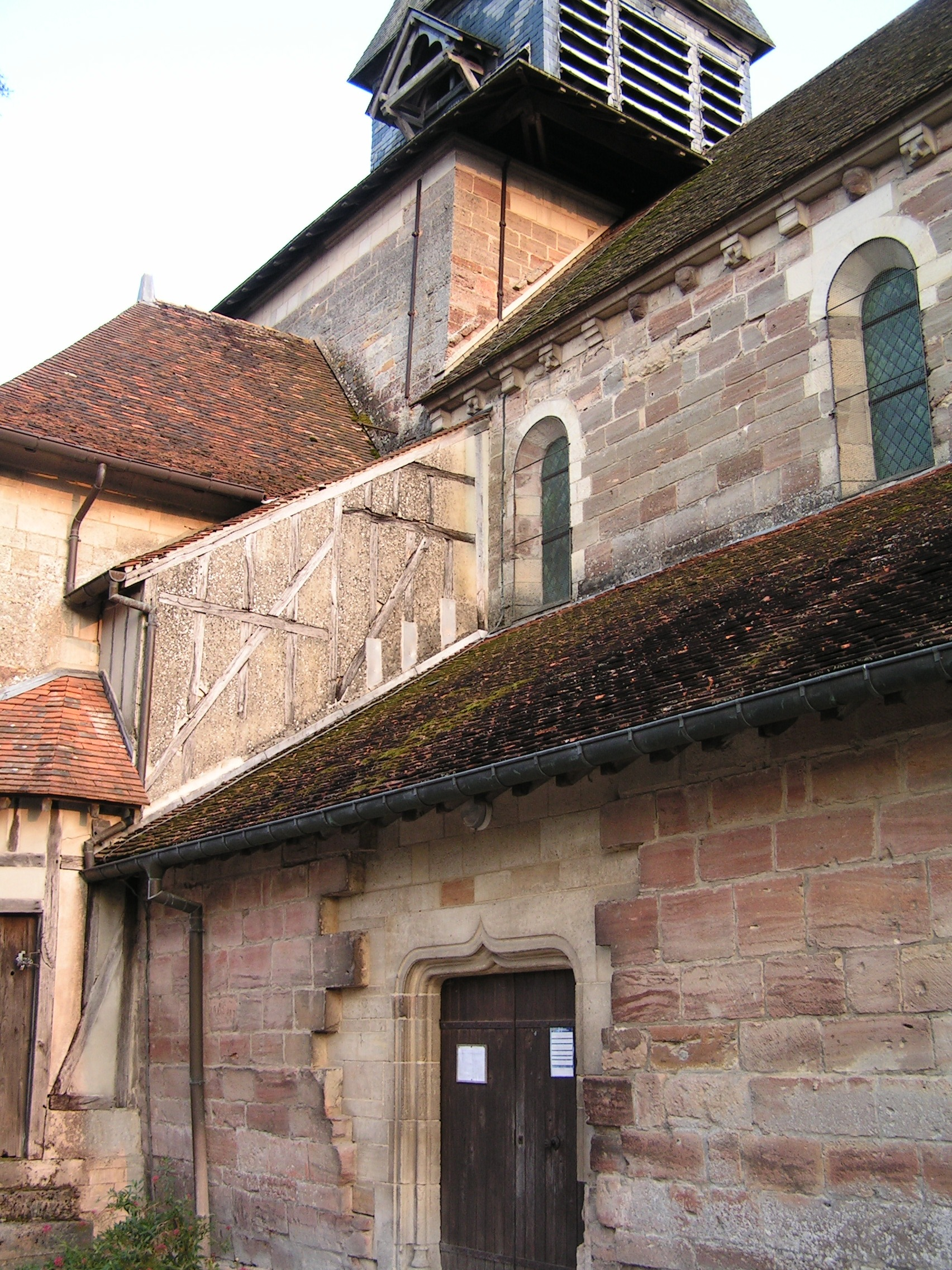
Porte secondaire.
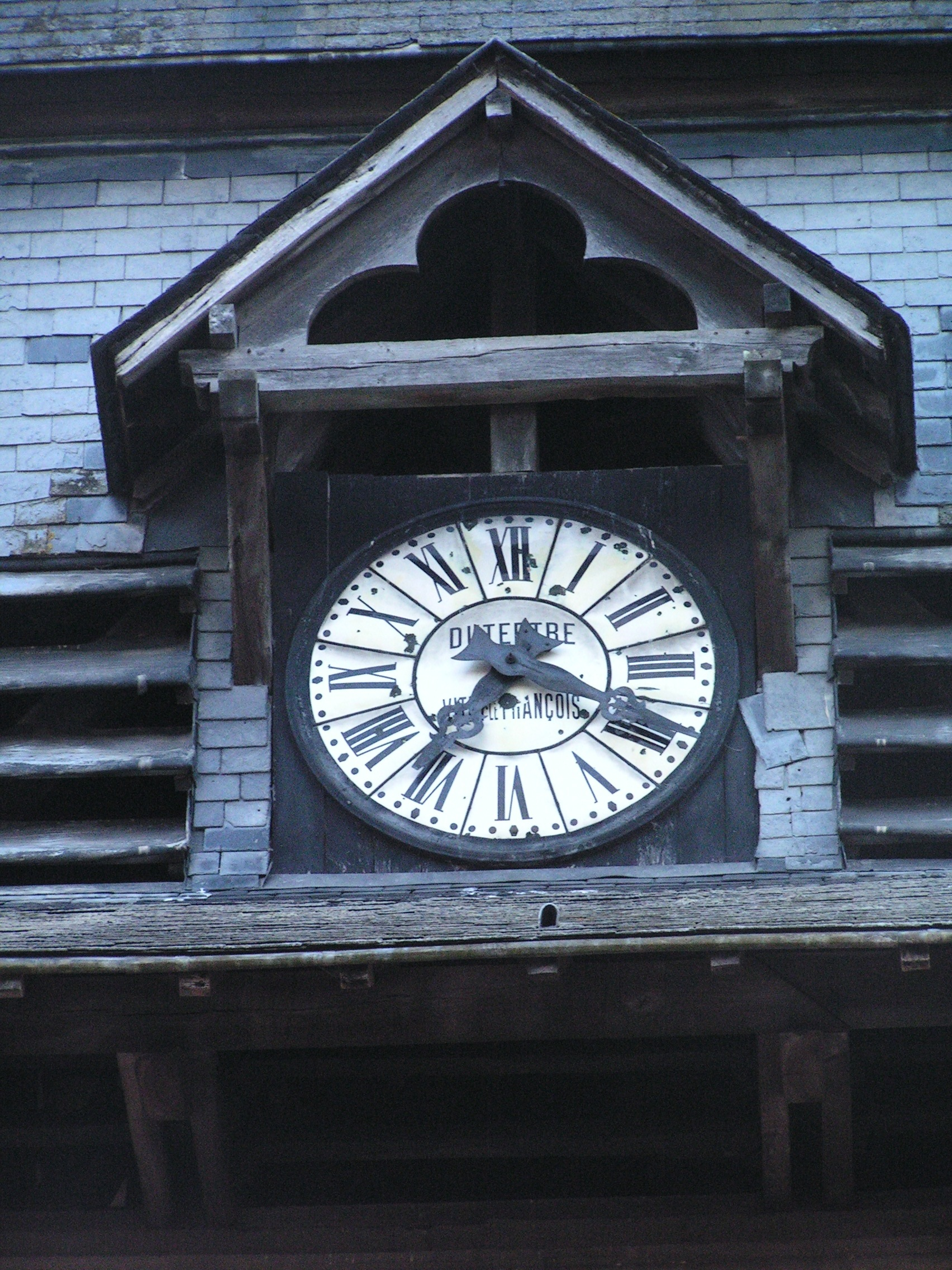
Horloge.
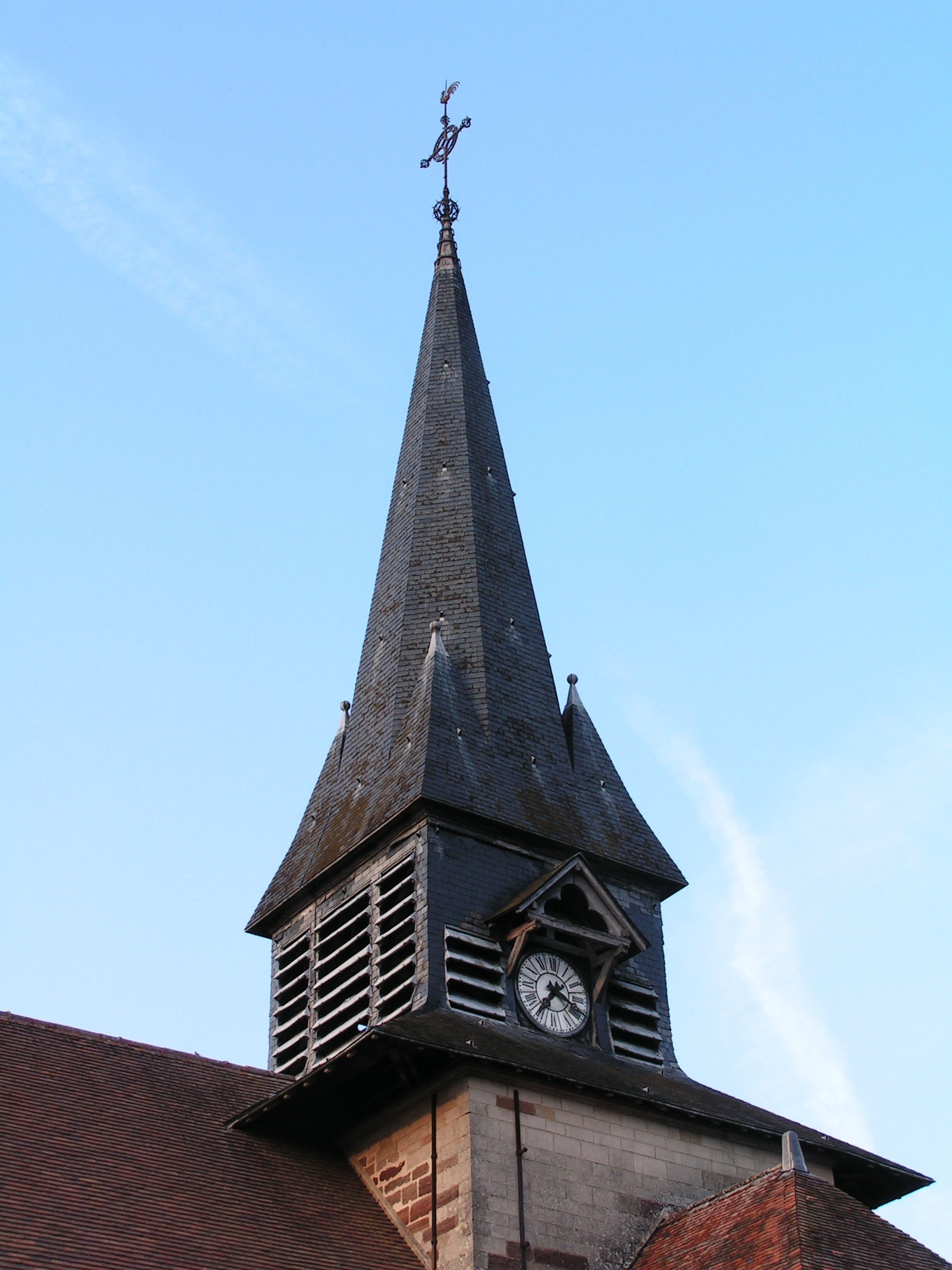
Clocher.